# Lazar Ristovski
Lazar Ristovski (en cirílico: Лазар Ристовски; n. 26 de octubre de 1952, Vrbas, Yugoslavia) es un actor, productor y director de cine serbio. Ha aparecido en multitud de películas en la antigua Yugoslavia, pero es especialmente recordado por su papel de Blacky en la película Underground de Emir Kusturica.

## Carrera profesional
Lazar Ristovski nació el 26 de octubre de 1952, en la aldea de Ravno Selo, Vrbas, Yugoslavia (actualmente Serbia), en una familia de colonos yugoslavos: su padre nació en lo que hoy en día es Macedonia del Norte y su madre en Montenegro. Se graduó en la Facultad de Arte Dramático de la Universidad de Belgrado como actor.
En 1977 debutó en el cine con la película Hajka y un año más tarde interpretó al poeta serbio Branko Radičević en la película Maska (máscara). En 1983 dio vida a Josip Broz Tito en un pequeño papel en la película Igmanski marš. Sin embargo, el papel más recordado y aclamado por Ristovski es el de Petar "Blacky" Popara en la película de 1995 Underground, dirigida por Emir Kusturica.
En 1999 presentó Belo odelo (El traje blanco) una película de autor en la que Ristovski fue director, guionista, actor y productor. La noche del estreno del film fue en el Festival de Cine de Cannes en el programa de la Semana de la Crítica. Además, Belo odelo fue la entrada yugoslava para los Premios Oscar de ese mismo año. Lazar Ristovski es el único propietario de Zillion Film Company.
En 2006, hizo un cameo en la película de James Bond 007 Casino Royale. Posteriormente hizo el papel de Caruso en la película de 2004 El Rey de los ladrones, como Đorđe en la galardonada película de 2009 San Jorge matando al Dragón.